# Bimeria rigida
Bimeria rigida is een hydroïdpoliep uit de familie Bougainvilliidae. De poliep komt uit het geslacht Bimeria. Bimeria rigida werd in 1919 voor het eerst wetenschappelijk beschreven door Warren. 